# Чудовище в Париж
Чудовище в Париж е френски компютърно-анимационен филм от 2011 година.

## Сюжет
Действието се развива в Париж през 1910 година. Научен експеримент се объркал и уголемил една бълха с 3 метра. Тя обаче няма лоши намерения към никого. Полицейския комисар обаче вярва, че тя всъщност е опасно чудовище и е готов на всичко, за да я убие. Заедно с помощта на Лусил, Раул и Емил, ще има по-големи шансове да се измъкне.

## Героите
Лусил е певица в заведението ``Рядката птица``. Тя първа помогна на бълхата и ѝ дава името Франкъор.
Франкъор е мутирала мъжка бълха. Може да свири на китара и пее добре.
Раул-непохватен учен, който е влюбен в Лусил от 1 клас.
Емил-приятел на Раул. Занимава се със снимането на филми.
Мод- приятелка на Емил, в която той е влюбен

## Телевизионен дублаж
| Обработка           | студио „Про Филмс“                                                               |
| ------------------- | -------------------------------------------------------------------------------- |
| Режисьор на дублажа | Анна Тодорова                                                                    |
| Тонрежисьор         | Детелина Ралчевска                                                               |
| Озвучаващи артисти  | Христина Ибришимова Елисавета Господинова Даниел Цочев Росен Русев Христо Узунов |
| Преводач            | Десислава Гичева                                                                 |